# Pere Ponce
Pere Ponce Alifonso (Tortosa, Tarragona, 14 de octubre de 1964) es un actor español.

## Biografía
En su etapa estudiantil en Tortosa trabajó en diversas obras bajo la dirección del escritor Manuel Pérez Bonfill.
Antes de decidir dedicar su vida a la interpretación, Pere Ponce se matriculó en la carrera de psicología, la cual abandonó en beneficio de los estudios de Arte Dramático en el Instituto del Teatro de Barcelona.
En sus inicios Ponce intervino en espacios televisivos como Pinnic y en películas de Francesc Bellmunt (Pa d'angel, Un parell d'ous, Radio Speed) mientras iniciaba su carrera en el teatro. Entre 1982 y 1983 fue dirigido por Ventura Pons en la obra Tres boleros. A esta obra le siguiera, entre 1985 y 1986, El despertar de la primavera, puesta en escena por Josep María Flotats. Al concluir las representaciones de esta, Pere Ponce se incorporó en 1987 al montaje de Knack. En 1988 se unió a Amparo Larrañaga, Toni Cantó y Luis Merlo a la gira de Los ochenta son nuestros, según la pieza de Ana Diosdado. Finalmente en 1990, al acabar la obra Restauración, se inició su carrera cinematográfica como actor protagonista.
En 1991 Emilio Martínez Lázaro lo emparejó con Ariadna Gil en Amo tu cama rica, donde encarnó a un joven sensible, urbanita. De esta manera, el físico de Pere Ponce se asoció en primera instancia a los papeles de persona que afrontaba la llegada a la treintena, retrato del que Fernando Colomo ofrecería su reverso en Alegro Ma Non Troppo, donde Pere Ponce encarnó a un estudiante de música que descubría su heterosexualidad después de múltiples relaciones con amantes masculinos. Ambas películas, bajo el filtro de la comedia, lanzaban sutiles críticas al sistema social vigente en el que la juventud se hallaba desorientada. Entre el rodaje de los dos filmes, Pere presentó Pinnic, un programa infantil para TVE 2
Consolidado gracias a esos tres trabajos, Pere Ponce en 1995 rodó La ley de la frontera a las órdenes de Adolfo Aristarain. Achero Mañas y Aitana Sánchez Gijón le acompañaron en esta largometraje que bajo el formato genérico del cine de aventuras ofrecía un retrato de personas que vivían al límite, sin tener su propio lugar en el mundo, y que luchaban por acabar con el desigual reparto de la riqueza. Pere interpretó a João, un joven noble que reniega de su condición, abraza la causa de la revolución y termina su vida convertido en un perfecto burgués concienciado, pero burgués.
Después de este filme, Pere Ponce apostó por trabajos minoritarios, entre los cuales destacó el realizado para Marc Recha en El árbol de las cerezas (1998), sobre el curso de la vida y de la naturaleza humana y también Atolladero (1997) dirigida por Óscar Aibar y en la que también participa Iggy Pop. En teatro el actor intervino en una versión de  El hombre elefante, valiéndole su trabajo el Premio Max al mejor actor de reparto y una candidatura al Fotogramas de Plata.
Por esas fechas el actor firmó un manifiesto que exigía el cese de la limpieza étnica de Slobodan Milošević, el cese de bombardeos de la OTAN y la sustitución de las fuerzas militares y grupos armados en Kosovo por una fuerza de paz compuesta por cascos azules mandados por la ONU. De esa manera Pere Ponce sumó su nombre al de otros profesionales conocidos como Ernesto Alterio, Santiago Ramos, Alberto San Juan, Julieta Serrano, Pilar Bardem, Fiorella Faltoyano, Manuel Galiana, Juan Diego Botto, María Botto, Juan Luis Galiardo, Juan Diego o Amparo Valle.
En 2002 se sumó al elenco de Cuéntame cómo pasó, encarnando a Eugenio, un cura obrero que solicita la secularización al enamorarse de una de sus feligresas y que durante su estancia en la iglesia del barrio de San Genaro había adherido su firma a la de que aquellos que condenaron la Dictadura Franquista, había organizado diversas actividades culturales -incluida la proyección de películas difíciles de ver como El manantial de la doncella- así como la preparación de charlas informativas sobre la regulación de la natalidad. El Padre Eugenio, un hombre cuyo padre republicano no aprobaba la actividad profesional de su hijo, renunciaba a su labor social por su amor por Inés Alcántara, con la que se casaría en una ceremonia clandestina y con quien tendría un hijo nacido después de que ella fuese encarcelada por haber conocido a un etarra.
Pere compaginó el rodaje de la serie con la filmación de películas como Marujas asesinas -donde incorporó a un homosexual que se ve envuelto en el asesinato de un hombre aniquilado por su hastiada mujer-
La isla del holandés, No dejaré que no me quieras, y Días de fútbol en la que se puso en la piel de un actor que mentía a sus amigos sobre su carrera cinematográfica para aparentar cierta dignidad.
A principios de 2004 participó en las movilizaciones contra la Guerra de Irak y solicitó a Achero Mañas que protestase contra la Guerra de Irak durante la gala de los Premios Goya (Mañas aseguró en la ceremonia que la paz es la bomba).
En ese año Pere Ponce inició la gira de la obra teatral ambientada durante el Holocausto, Himmelweg (Camino al cielo), una parábola sobre nuestra ceguera ante el horror y sobre la manipulación de la información de los poderosos que condicionan nuestra percepción. Pere Ponce daba vida al jefe del campo de concentración desde tres ángulos distintos: a) uno guiñolesco que pone en evidencia la deformación de la realidad que transforma, b)otra naturalista cuando su personaje es "el mismo" y se muestra como el villano de la función, c) otra histriónica cuando su rol se convierte en el embacaudor que engaña a un visitante de la Cruz Roja que inspecciona el campo y que sale del mismo con la mala conciencia de no haber podido ver ni denunciar las barbaridades que en sucedían.
Entre diciembre de 2005 y junio de 2007 protagonizó con Juan José Otegui, y bajo la dirección de Juan Echanove, la obra Visitando a Mister Green -según el original de Jeff Baron- donde encarnó a un homosexual judío (Ross) que atropellaba a un señor mayor, también judío (el señor Green), que había enviudado recientemente. Uno había renunciado a su felicidad por la desaprobación de su padre. El otro había apartado a su hija de su vida por haberse casado con un impuro. Finalmente el uno encontraba en su antagonista el padre y el hijo que no pudo disfrutar.
Desde octubre de 2008 ha estado representado por toda España la obra de teatro Un dios salvaje, de la escritora francesa Yasmina Reza junto con Aitana Sánchez-Gijón, Maribel Verdú y Antonio Molero, en un montaje dirigido por Tamzin Townsend. La gira terminará a principios de junio de 2010.
El 24 de mayo de 2010 comienza el rodaje de la película Copito de Nieve (con una duración prevista de ocho semanas). la película, que trata sobre el famoso gorila albino del zoo de Barcelona, se rueda en catalán bajo el título Floquet de Neu, y está dirigida por el argentino Andrés Schaer. Combina animación en 3D con imágenes reales protagonizadas, además de por Pere Ponce, por Elsa Pataky, Félix Pons Ferrer y Rosa Boladeras. En ella, Pere Ponce interpreta al malo malísimo, el malvado Luc de Sac, un gafe que quiere atrapar a Copito de Nieve porque cree que su corazón es un amuleto que le protegerá de la mala suerte.
Entre 2015 y 2018, en la serie catalana Merlí, interpretó el personaje del profesor y director Eugeni Bosch.
Representa la obra Pluja Constant de Keith Huff, donde interpreta a un policía de Chicago junto a Joel Joan dirigidos por Pau Miró.

## Televisión
- Solució de continuitat (1988)
- Tot un senyor (1989)
- La mujer de tu vida 2: la mujer impuntual (1990)
- Pinnic (1992)
- Jacinto Durante, representante (2000)
- Cuéntame cómo pasó (2002-2007, 2011 y 2014) - Eugenio Domingo.
- Falsa culpable (2004)
- Isabel (2012-2013) - Gutierre de Cárdenas.
- Los misterios de Laura (2014), en el episodio El misterio del asesino invisible.
- Merlí (2015-2018), como Eugeni Bosch.
- El Ministerio del Tiempo (2016-2017), en los episodios números 11 y 26, como Miguel de Cervantes.
- El día de mañana (2018).
- 45 revoluciones (2019), como Alberto Campoy.
- Jo mai mai ( 2023 ), como Pere.

## Cine
- Pa d'àngel (Francesc Bellmunt, 1984).
- Un parell d'ous (Francesc Bellmunt, 1985).
- Radio Speed (Francesc Bellmunt, 1990).
- Chatarra (Félix Rotaeta, 1991).
- Amo tu cama rica (Emilio Martínez Lázaro, 1992).
- Anemia de cariño (Carmelo Espinosa), (1994).
- Alegre ma non troppo (Fernando Colomo, 1994).
- La ley de la frontera (Adolfo Aristarain, 1995).
- Pon un hombre en tu vida (1996).
- Atolladero (1997).
- El pianista (Mario Gas, 1998).
- El árbol de las cerezas (Marc Recha, 1998).
- La Vespa e la Regina (Antonello De Leo, 1999).
- La isla del holandés (2001).
- Marujas asesinas (2001).
- Peor imposible, ¿qué puede fallar? (2002).
- No dejaré que no me quieras (2002).
- Platillos volantes (2003).
- Días de fútbol (2003, David Serrano).
- Copito de Nieve (2010).
- El gran Vázquez (2010).
- 14 d'abril, Macià contra Companys (2011).
- El bosque (2012).
- Blancanieves (2012).
- El Sustituto(2020).

## Teatro
- Tres boleros (1982).
- El despertar de la primavera (1985).
- Fantasio (1986).
- Knack (1987).
- Los 80 son nuestros (1988).
- El hombre del destino (1989).
- Restauració (1990).
- El temps i els Conway (1992]).
- El temps i l'habitació (1996).
- El hombre elefante (1998).
- Himmelweg (2004-2005).
- Visitando al señor Green (2005).
- Un dios salvaje (2008-2010).
- Pluja constant (2010).
- Si supiera cantar, me salvaría. El crítico (2012-2013).
- Absurds i singulars (2015).
- Tristana (2016).
- Voltaire/Rousseau La disputa (2018).
- Justícia (2020).

## Premios

### Premios Feroz
| Año  | Categoría              | Película     | Resultado |
| ---- | ---------------------- | ------------ | --------- |
| 2022 | Mejor actor de reparto | El sustituto | Nominado  |

- Premio Mejor Actor Generalidad de Cataluña (1984).
- Premio Ondas de Cine (1992).
- Premio al mejor actor Festival de Peñíscola (1994).
- Candidato al Fotogramas de Plata al Mejor actor de cine (1994).
- Premio Max de Teatro al Mejor actor de reparto (1998).
- Candidato al Fotogramas de Plata al Mejor actor de teatro (1998).